# Lotus Elise
El Lotus Elise es un automóvil deportivo Roadster biplaza con motor central-trasero montado transversalmente de tracción trasera, que fue concebido a principios de 1994 y presentado en septiembre de 1996 por el fabricante de automóviles británico Lotus Cars, marcando su renacimiento en el segmento de los deportivos pequeños en los años 90.
Fue bautizado en honor de Elisa, la nieta del presidente de la compañía en ese entonces, Romano Artioli. Hasta el momento, es el modelo más vendido de la historia de la compañía.
En 2021, Lotus anunció la descontinuación de sus modelos Elise, Exige, y Evora, siendo concretado a finales de ese mismo año. La compañía se concentrará más en sus modelos Evira (de propulsión eléctrica) y Emira, el último modelo a combustible de Lotus.

## Orígenes
En 1994, un equipo dirigido por Julian Thomson se enfoca en la concepción de un automóvil deportivo, en momentos en que Lotus Cars experimenta una situación difícil, además de que su equipo de Fórmula 1 había desaparecido. Después de inevitables retrasos, los primeros modelos se comercializan a finales de 1996. El Elise fascina a los críticos y expertos por su excelente comportamiento en carretera y sus resultados notables, dada su escasa potencia. Es un deportivo ultra liviano que cumple con las cuatro premisas de diseño automovilístico de Colin Chapman, fundador de Lotus: Es liviano para un mejor rendimiento; conducirlo es divertido; brinda un andar confortable con maniobrabilidad excepcional y es innovador.

## Serie 1
Es el modelo de base. Siguiendo la filosofía de Lotus «Prestaciones por medio de bajo peso», adoptado por el fundador de Lotus, Colin Chapman. De esta forma se consiguen altas prestaciones a través de un peso liviano, en lugar de utilizar un motor muy potente. El resultado es un automóvil deportivo, el cual es producido desde 1996, con un peso de apenas 720 kg (1587 lb).
Fue el modelo que ayudó a sacar a Lotus de una situación económica comprometida, ya que las últimas generaciones del Elan habían perdido el encanto de la 1ª generación (preciosa también), además de tener tracción delantera, piezas de GM y otras cosas que no gustaban a los ingleses ni a los más puristas. Debido al bajón de ventas y a que a Lotus le costaba más fabricar el Elan que lo que sacaba vendiéndolo, Lotus decidió dar por finalizada la vida comercial del Elan y crear un nuevo coche desde 0.

### Tecnología

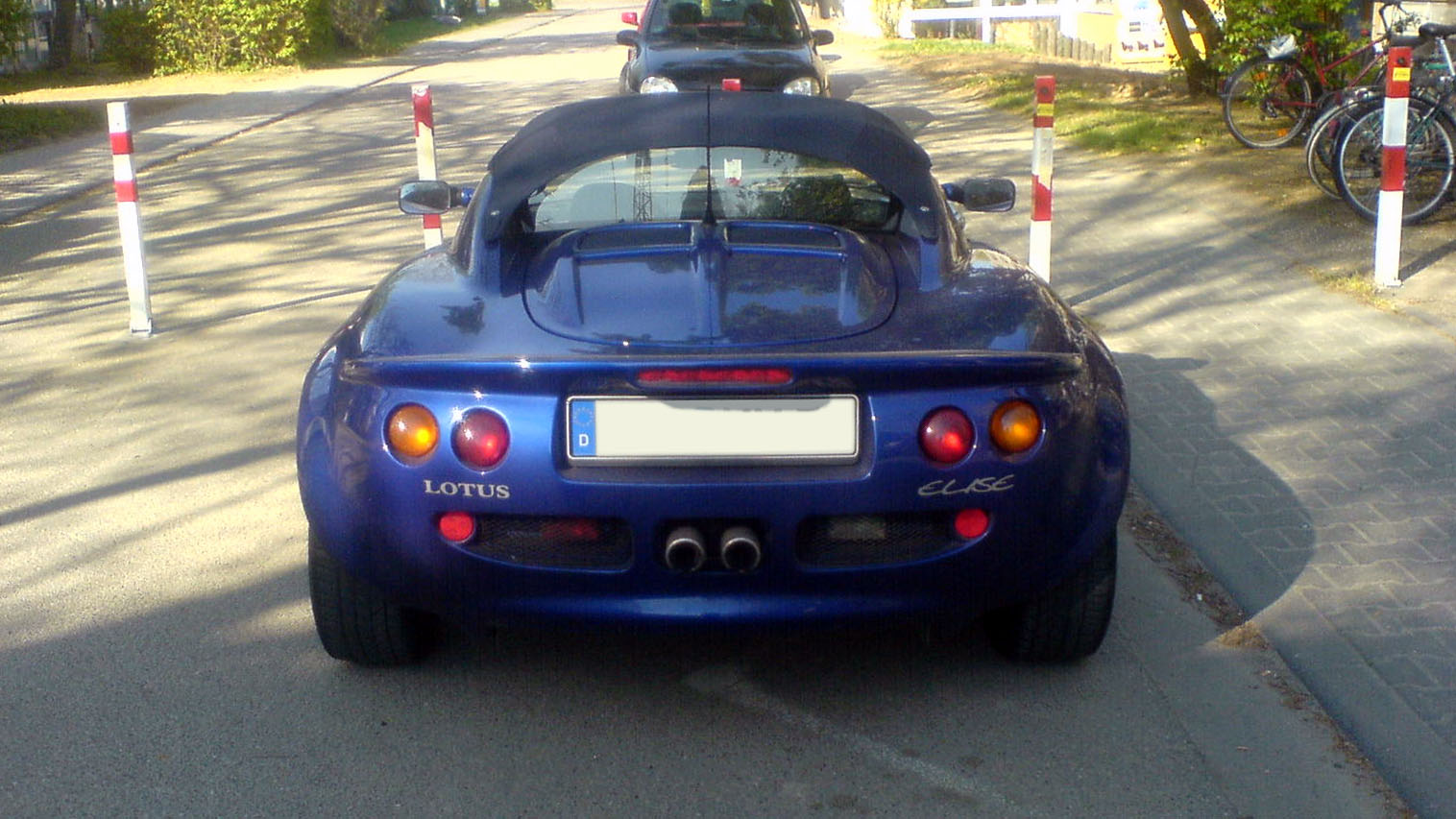
Vista trasera en 2007.

El chasis del Elise es una pieza notable de ingeniería. Hecho de aluminio extruido, pegado con epóxicos y remachado para formar una plataforma extremadamente rígida y ligera, en la cual construir un descapotable. El chasis básico pesa alrededor de 65 a 70 kg (143 a 154 lb) y los remaches están únicamente para evitar la separación en caso de una colisión. El chasis completo es suministrado a Lotus por la compañía Hydro Aluminium. El chasis del Renault Spider usa el mismo material del mismo proveedor, pero al utilizar soldaduras es más pesado. Los elementos de la suspensión también son de aluminio y para aligerar peso, los discos de freno fueron construidos en un compuesto de aluminio llamado "metal matrix" hasta 1998.
Como ha sucedido siempre a lo largo de la historia de la marca, varios componentes son comprados a otros fabricantes, para reducir costes. De esta manera, se han utilizado motores y cajas de velocidades de origen Rover, compartidos por descapotables y sedanes de esta marca, así como motores Toyota en modelos más recientes. El motor está colocado en la parte trasera, en una posición transversal, lo que permite una distribución de masa delantera/trasera de 40/60. Además de su impresionante aceleración, el Elise completa los 1000 m (0,62 mi) en menos de 28 segundos, manteniendo el consumo de combustible extremadamente bajo, una vez más debido a su reducido peso y diseño aerodinámico superior. Lotus reporta un rendimiento de 7,1 L/100 km (14,1 km/L; 33,1 mpgAm) en ciclo combinado.

### Mecánica y prestaciones
Tiene una carrocería de fibra de vidrio con acabado manual, montada en un chasis de extrusión de aluminio y una estructura que proporciona una plataforma rígida para la suspensión, manteniendo el peso y los costes de producción al mínimo. El roadster es capaz de alcanzar velocidades de hasta 240 km/h (149 mph).
El Elise es capaz de acelerar de 0 a 97 km/h (60 mph) en 5,8 segundos a pesar de su relativa baja potencia de 120 CV (118 HP; 88 kW).  El frenado, la capacidad para tomar curvas y el consumo de combustible se ven mejorados gracias al peso reducido que posee el Elise.
Tiene una suspensión independiente en ambos ejes y los frenos son de disco de acero. Hubo unas primeras unidades equipadas con discos de aluminio, pero los reemplazaron por acero al tener mejores prestaciones en mojado.
El comportamiento de este coche es soberbio, a pesar de no contar con control de estabilidad (ESP) ni control de tracción ni ayudas electrónicas y esto es gracias a su ligereza y a su buen reparto de pesos.

### Diseño
Es un deportivo biplaza con carrocería de fibra de vidrio. Los propios creadores reconocen que se han inspirado en otros deportivos para diseñarlo. Eso está claro, porque el capó es igual que el del Ford GT40 y la trasera y las salidas de aire laterales tiene cierto aire de deportivo italiano.
Cabe decir que aparenta tener prestaciones modestas pero es todo un deportivo, como también se puede observar, el coche es descapotable, podría catalogarse de Targa o de convertible, pero se le puede quitar el techo.

### Interior

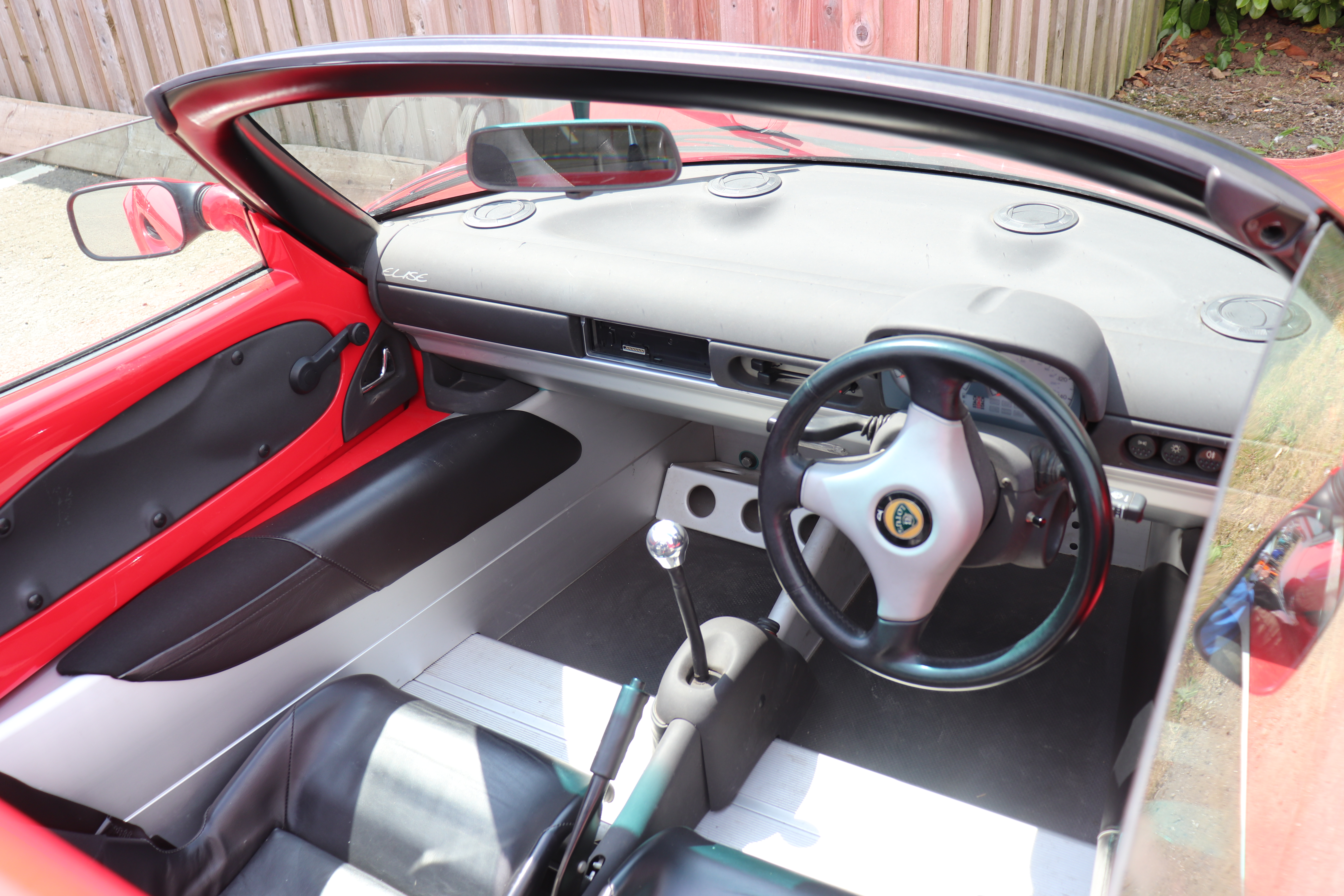
Habitáculo interior de un modelo 1.8 de 1997.

El habitáculo es bastante espartano, con asientos y volante muy pequeños y prácticamente ningún elemento de confort contemporáneos. La dirección y los frenos son sin asistencia, las ventanas y la capota son manuales, todo esto para evitar peso excesivo. Abordar el vehículo con la capota arriba requiere flexibilidad por parte de los ocupantes, pero una vez sentados, la posición es considerada excelente de acuerdo a los expertos. Espartano, pero elaborado, el habitáculo revela demasiado aluminio.
No tiene grandes acabados ni equipamientos, pero todo eso no hace falta, ya que es un Lotus y está hecho para ser ligero y por eso hay que desprenderse de todo lo superfluo.
El interior también es simple, minimalista, al fin y al cabo eso está de moda ahora. Podemos ver el salpicadero, el volante, el panel de instrumentos, los controles del aire acondicionado y la radio. Ya no hay nada más, pero la radio y el a/a eran equipamientos opcionales que añaden peso y que, si lo quieres para correr y no para pasear, no hacen falta. En la parte inferior podemos observar la pedalera de aluminio y la palanca de cambios también terminada en aluminio, que parece más propia de un automóvil de carreras que de uno de calle.
Pero a pesar de lo simple que es el interior, parece bonito porque es minimalista y el aluminio y el cuero le dan un toque ‘premium‘, dentro de la sencillez.

### Variantes

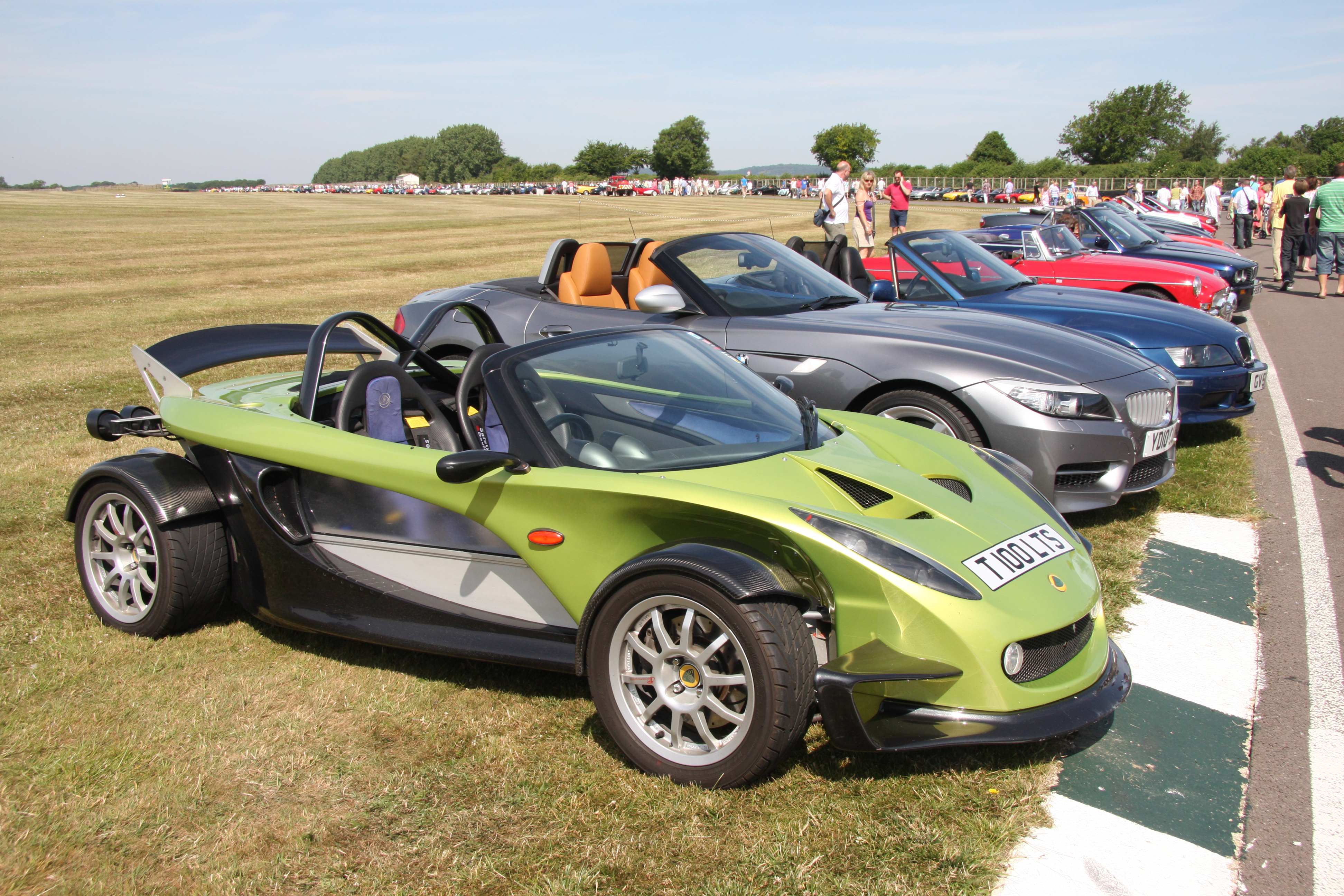
Versión 340R en el "Breakfast Club" de Goodwood.

Lotus también lanzó al mercado algunos modelos de edición limitada como el Sport 135 (1998-99) con 145 CV (143 HP; 107 kW), el Sport 160 (2000) con 160 CV (158 HP; 118 kW) y el Sport 190, con 190 CV (187 HP; 140 kW). Eran versiones con un enfoque más para los circuitos, con suspensiones mejoradas, nuevas llantas y neumáticos y, según el modelo, también tenía nuevos asientos. Había otras ediciones especiales que eran básicamente retoques estéticos, como la edición 50 aniversario para celebrar los 50 años de Lotus en colores verde/oro, el Type 49 en “Gold Leaf” rojo y blanco y el Type 72 en “JPS” negro/oro, modelos lanzados en recuerdo de sus exitosos coches de Fórmula 1.

#### 111S
Es una versión mejorada del Elise serie 1, siendo el 111S más rápido, el 111S apareció a principios de 1999. Monta el motor Serie K de Rover con distribución de válvulas variable, con una cabecera modificada que produce 145 CV (143 HP; 107 kW). Tenía una caja de cambios con relaciones más cortas.
El 111S también recibió algunos cambios estéticos incluyendo entre otros: revestimiento de faros, alerón trasero, frenos de discos taladrados, marco del parabrisas de aleación y nuevos diseños de llantas de 6 radios.

#### 340R
Introducido en el año 2000, basándose en el Elise Serie 1, apareció esta versión limitada, produciéndose únicamente 340 unidades. El término 340 viene del reparto entre potencia y peso (en toneladas) del prototipo original, con 170 CV (168 HP; 125 kW) y solamente 500 kg (1102 lb) de peso, aunque el modelo de calle pese 565 kg (1246 lb).

## Serie 2
Fue anunciado el 9 de octubre de 2000. Respecto al Serie 1 cambia el diseño exterior, con un ligero cambio en el chasis y manteniendo el mismo motor tipo serie K de Rover. Es el primer Lotus diseñado por ordenador. Está fabricado en la misma línea de producción creada para el Vauxhall VX220/Opel Speedster en una nueva instalación en Hethel. Ambos automóviles comparten componentes, incluyendo el chasis, aunque con diferente centralita electrónica y todo el sistema de transmisión. En 2010 tuvo una actualización de motores que afectaron al consumo y aerodinámicos que afectaron a la parte delantera junto con la desaparición de la versión S.
Hay dos motores disponibles, ambos de origen Rover con 1795 cm³ (1,8 litros): una de 122 CV (120 HP; 90 kW) y otra de 158 CV (156 HP; 116 kW). El precio del Elise es muy alto; un MG TF cuesta un 42 por ciento menos que el Elise, con el mismo motor.
Básicamente es el mismo coche que apareció en 1995, pero con modificaciones mayores o menores en la carrocería, los motores y el bastidor. La carrocería es de material compuesto (plástico con fibra de vidrio) y la fabrica en Francia la empresa Sotira. Es un dos plazas descapotable, para el que hay también un techo duro.
La instrumentación la hace el especialista en competición Stack, el sistema de calefacción es propio de Lotus y los asientos son uno de los elementos que menos cambian con relación al anterior Elise. Hay tres variantes de la versión de 122, que se distingue por el acabado y el equipamiento: Standard, Sport Touring y Race Tech.
El bastidor es un monocasco de aluminio muy semejante al que había hasta la generación anterior. Una de las diferencias es que el umbral de la puerta es algo más bajo, para facilitar el acceso al coche. Aunque este nuevo Elise pesa prácticamente lo mismo que el anterior (6 kg (13 lb) más), los muelles son más duros. Los amortiguadores son Bilstein monotubo de gas.
Los frenos son extremadamente grandes para un coche de este peso: discos 282 mm (11,1 pulgadas) de diámetro en las cuatro ruedas, ventilados y con pinzas AP. No tiene servofreno ni ABS.
Una de las principales diferencias de este Elise con relación al anterior son las ruedas. Como hizo Opel con el Speedster (que es básicamente un Elise), las ruedas delanteras son más estrechas que antes y las traseras, más anchas. Con esta medida Lotus le da al coche una tendencia más subviradora.
El motor de 1,8 litros es de Rover que también lleva el MG TF. Hay una versión de 120 CV (118 HP; 88 kW) y otra, con distribución de válvulas variable de 160 CV (158 HP; 118 kW), para la versión llamada 111. La caja de cambios es manual de cinco velocidades y tiene diferencial autoblocante. A igualdad de motor y desarrollos, el Elise acelera mucho más porque es más ligero, y el TF tiene más velocidad punta porque su resistencia aerodinámica es menor.
El peso está entre 935 y 945 kg (2061 y 2083 lb) en condiciones de homologación, es decir, más o menos lo mismo que un utilitario de 3,5 m (137,8 plg) de longitud.
A causa de ello, todas las versiones tienen una capacidad de aceleración muy elevada. La velocidad máxima, sin embargo, no lo es porque su resistencia aerodinámica al avance no es pequeña (tabla comparativa de los tres modelos).
Hay tres versiones: «Elise S», «Elise R» y «Elise SC». El SC es nuevo dentro de la gama y debe su denominación a que tiene sobrealimentación («Super Charged»).
La versión menos potente («Elise S») tiene el motor del Toyota Avensis (donde rinde 129 CV (127 HP; 95 kW).
Las versiones más potentes «Elise R» y «Elise SC» comparten caja de cambios, que es manual de 6 velocidades. El motor de estas dos versiones es básicamente el mismo, pero el «SC» está sobrealimentado. Estos motores son los que Toyota montaba en los Toyota Celica T Sport y en el Corolla TEE Compressor.
Las ruedas son de tamaño 175/55 R16 las delanteras (salvo en el más potente que las tiene de medidas 175/50 R16) y las traseras unas 225/45 R17.
Opcionalmente, Lotus ofrece la posibilidad de equiparlo (sea la versión que sea) con un «pack sport» que consta de: unos amortiguadores Bilstein y muelles Eibach junto con unas llantas más ligeras que las de serie. Este paquete de opciones también consta de control de tracción, aunque este elemento también se puede adquirir por separado.
El equipamiento de confort es más bien escaso: el aire acondicionado y los elevalunas eléctricos son opciones para todas las versiones. La instrumentación ha sido creada por el especialista en competición Stack.
Tiene pequeñas diferencias mecánicas y de aspecto respecto al primer Elise que se comercializó. También hay otras diferencias funcionales en la carrocería. No obstante, el Lotus Europa S es un coche más espacioso que el Elise.

### 111S
El Elise Serie 2 también tiene disponible una versión 111S, con un motor con tecnología VVT y con una transmisión manual de 5 velocidades. Acelera de 0 a 100 km/h (62 millas por hora) en 4,9 segundos o en 4,7 con el paquete Sport.

### 111R
Este modelo, llamado 111R en la versión europea o Elise en Norteamérica, estaba equipado con motorización de origen Toyota 2ZZ-GE de 1795 cm³ (1,8 litros) fabricado completamente de aluminio, con una potencia máxima de 189 HP (192 CV; 141 kW), que iba asociado a una transmisión de seis velocidades, también proporcionada por Toyota.

### SC
Denominación para el Lotus Elise SuperCharged, el cual lleva un sobrealimentador Magnuson/Eaton M45 sin intercooler que produce 220 CV (217 HP; 162 kW). Acelera de 0 a 100 km/h (62 mph) en 4,6 segundos y alcanza una velocidad máxima de 238 km/h (148 mph).

### Ficha técnica
A continuación, los demás datos técnicos:
| Modelos                         | Base | Sport 135 R | 111S | 111R | SC |
| ------------------------------- | --- | --- | --- | --- | --- |
| Distribución                    | Doble (DOHC) árbol de levas en la cabeza y 4 válvulas por cilindro (16 en total), con distribución de válvulas variable (VVT-i).              | Doble (DOHC) árbol de levas en la cabeza y 4 válvulas por cilindro (16 en total), con distribución de válvulas variable (VVT-i).              | Doble (DOHC) árbol de levas en la cabeza y 4 válvulas por cilindro (16 en total), con distribución de válvulas variable (VVT-i).              | Doble (DOHC) árbol de levas en la cabeza y 4 válvulas por cilindro (16 en total), con distribución de válvulas variable (VVT-i).              | Doble (DOHC) árbol de levas en la cabeza y 4 válvulas por cilindro (16 en total), con distribución de válvulas variable (VVT-i).              |
| Cilindrada                      | 1795 cm³ (1,8 L; 109,5 plg³) | 1795 cm³ (1,8 L; 109,5 plg³) | 1795 cm³ (1,8 L; 109,5 plg³) | 1795 cm³ (1,8 L; 109,5 plg³) | 1796 cm³ (1,8 L; 109,6 plg³) |
| Diámetro x carrera              | 80 x 89,3 mm (3,15 x 3,52 plg) | 80 x 89,3 mm (3,15 x 3,52 plg) | 80 x 89,3 mm (3,15 x 3,52 plg) | 80 x 89,3 mm (3,15 x 3,52 plg) | 82 x 85 mm (3,23 x 3,35 plg) |
| Alimentación                    | Inyección indirecta. | Inyección indirecta. | Inyección indirecta. | Inyección indirecta secuencial. | Inyección indirecta secuencial, admisión variable con sobrealimentador sin intercooler.                                                       |
| Relación de compresión          | 10,5:1. | 10,5:1. | 10,5:1. | 10,5:1. | 11,5:1. |
| Potencia máxima                 | 120 CV (118 HP; 88 kW) @ 5500 rpm. | 136 CV (134 HP; 100 kW) @ 6250 rpm. | 158 CV (156 HP; 116 kW) @ 7000 rpm. | 192 CV (189 HP; 141 kW) @ 7800 rpm. | 220 CV (217 HP; 162 kW) @ 8000 rpm. |
| Par motor máximo                | 168 N·m (124 lb·pie) @ 4500 rpm. | 171 N·m (126 lb·pie) @ 4800 rpm. | 175 N·m (129 lb·pie) @ 4650 rpm. | 180 N·m (133 lb·pie) @ 6800 rpm. | 212 N·m (156 lb·pie) @ 5000 rpm. |
| Aceleración 0-100 km/h (62 mph) | 5,7 segundos. | 5,3 segundos. | 5,1 segundos. | 5,2 segundos. | 4,6 segundos. |
| Velocidad máxima                | 200 km/h (124 mph) | 207 km/h (129 mph) | 211 km/h (131 mph) | 227 km/h (141 mph) | 238 km/h (148 mph) |
| Consumo                         | 6,1 L/100 km (16,4 km/L; 38,6 mpgAm) (extraurbano) 9,4 L/100 km (10,6 km/L; 25,0 mpgAm) (urbano) 7,3 L/100 km (13,7 km/L; 32,2 mpgAm) (medio) | 6,3 L/100 km (15,9 km/L; 37,3 mpgAm) (extraurbano) 10,4 L/100 km (9,6 km/L; 22,6 mpgAm) (urbano) 7,8 L/100 km (12,8 km/L; 30,2 mpgAm) (medio) | 5,4 L/100 km (18,5 km/L; 43,6 mpgAm) (extraurbano) 9,4 L/100 km (10,6 km/L; 25,0 mpgAm) (urbano) 6,9 L/100 km (14,5 km/L; 34,1 mpgAm) (medio) | 6,8 L/100 km (14,7 km/L; 34,6 mpgAm) (extraurbano) 12,1 L/100 km (8,3 km/L; 19,4 mpgAm) (urbano) 8,7 L/100 km (11,5 km/L; 27,0 mpgAm) (medio) | 6,7 L/100 km (14,9 km/L; 35,1 mpgAm) (extraurbano) 11,6 L/100 km (8,6 km/L; 20,3 mpgAm) (urbano) 8,5 L/100 km (11,8 km/L; 27,7 mpgAm) (medio) |
| Emisiones de CO2                | 149 g (5,3 onzas)/km | 196 g (6,9 onzas)/km | 199 g (7 onzas)/km | 208 g (7,3 onzas)/km | 202 g (7,1 onzas)/km |
| Peso                            | 831 kg (1832 lb) | 757 kg (1669 lb) | 805 kg (1775 lb) | 850 kg (1874 lb) | 870 kg (1918 lb) |

## Serie 3

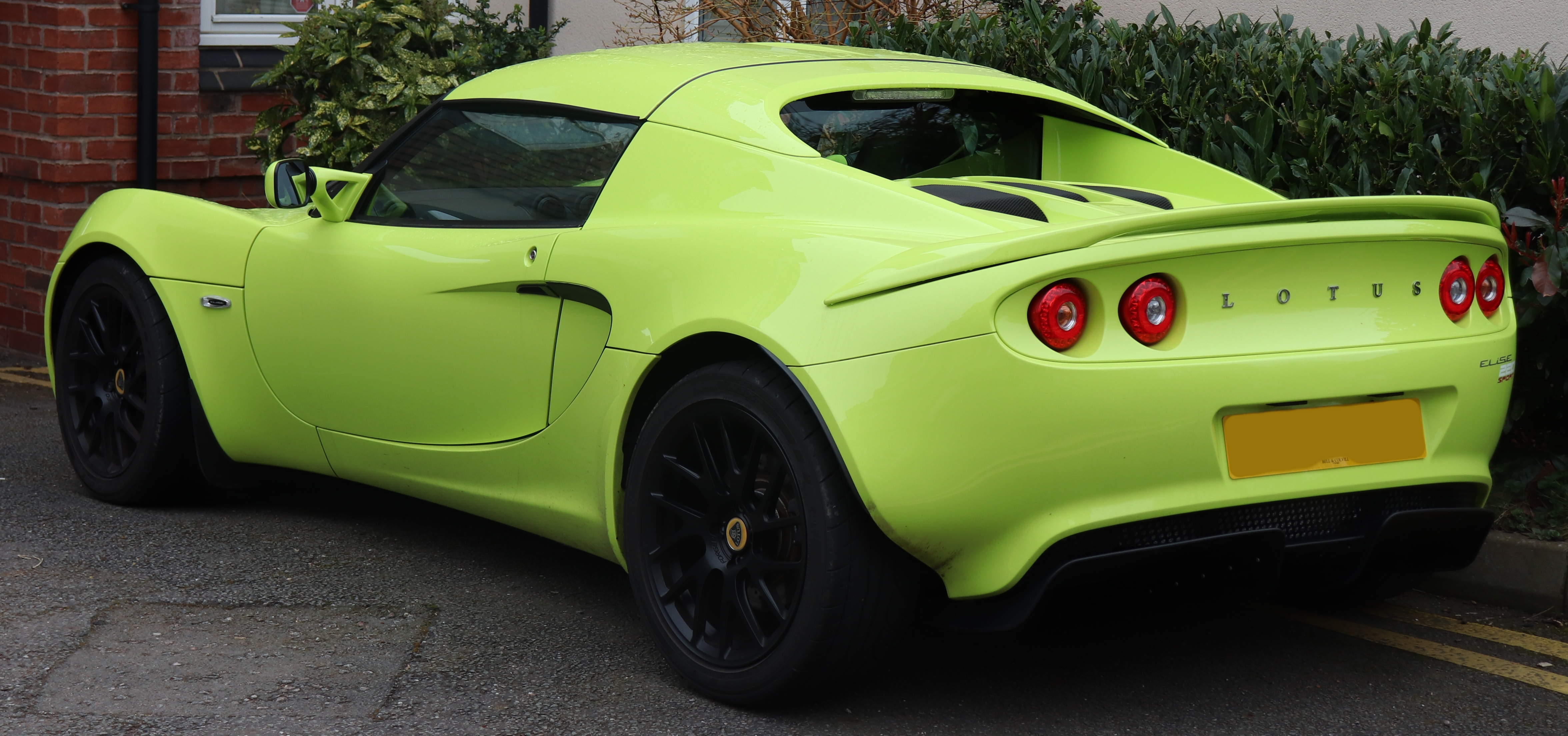
Vista trasera.

Tiene un aspecto diferente, un motor nuevo de 136 CV (134 HP; 100 kW) y cambios en los restantes para que consuman menos. Hay tres variantes: «Elise», «Elise R» y «Elise SC».
El diseño de la carrocería es muy similar al del modelo anterior. El cambio más destacable está en el frontal que, con faros y defensas de nuevo diseño, adquiere rasgos parecidos a los del Lotus Evora.
Los faros delanteros tienen diodos luminosos para la función de luz diurna y para los intermitentes. Todas las funciones del alumbrado están integradas en el mismo faro; en el Elise anterior los intermitentes y los faros antiniebla estaban separados. El capó es más alto para albergar los nuevos motores.
El paragolpes posterior incluye la placa de la matrícula y un difusor aerodinámico de gran tamaño en su zona inferior. Las salidas del escape siguen estando colocadas en posición central. Todos estos cambios favorecen, según Lotus, la aerodinámica.
El chasis monocasco, está hecho de aluminio y pesa 68 kg (150 libras). La carrocería está fabricada con un material compuesto por plástico y fibra de vidrio.

### Versiones
El anterior Elise S es reemplazado por el Elise (sin la «S»). Tiene un nuevo motor de gasolina atmosférico VVT-I de 1598 cm³ (1,6 litros) con una potencia de 136 CV (134 HP; 100 kW) a las 6800 rpm. Este motor es de origen Toyota y está disponible en el Toyota Auris; el motor del Elise S tenía la misma potencia y mayor cilindrada de 1796 cm³ (1,8 litros), el cual va acoplado a una caja de cambios manual de seis velocidades, en vez de la de cinco del Elise S. Con esta nueva caja, acelera de 0 a 100 km/h (62 mph) en 6,5 segundos y tiene una velocidad máxima de 204 km/h (127 mph). Gasta 6,3 L/100 km (15,9 km/L; 37,3 mpgAm) en el recorrido homologado de consumo.

#### Elise R
El Elise R tiene un motor de gasolina atmosférico de 1796 cm³ (1,8 litros) con una potencia de 192 CV (189 HP; 141 kW). Acelera de 0 a 100 km/h (62 mph) en 5,4 segundos y alcanza una velocidad máxima de 222 km/h (138 mph). Son cifras peores que las de la versión a la que sustituye.

#### Elise SC
El Elise SC es la versión más potente de la gama, con un motor de gasolina sobrealimentado mediante un compresor volumétrico. Mantiene la misma cilindrada que el del Elise R y la potencia aumenta hasta 220 CV (217 HP; 162 kW). Acelera de 0 a 100 km/h (62 mph) en 4,6 segundos y tiene una velocidad máxima de 233 km/h (145 mph). La versión a la que sustituye lograba una velocidad punta mayor.

#### Elise Cup 250

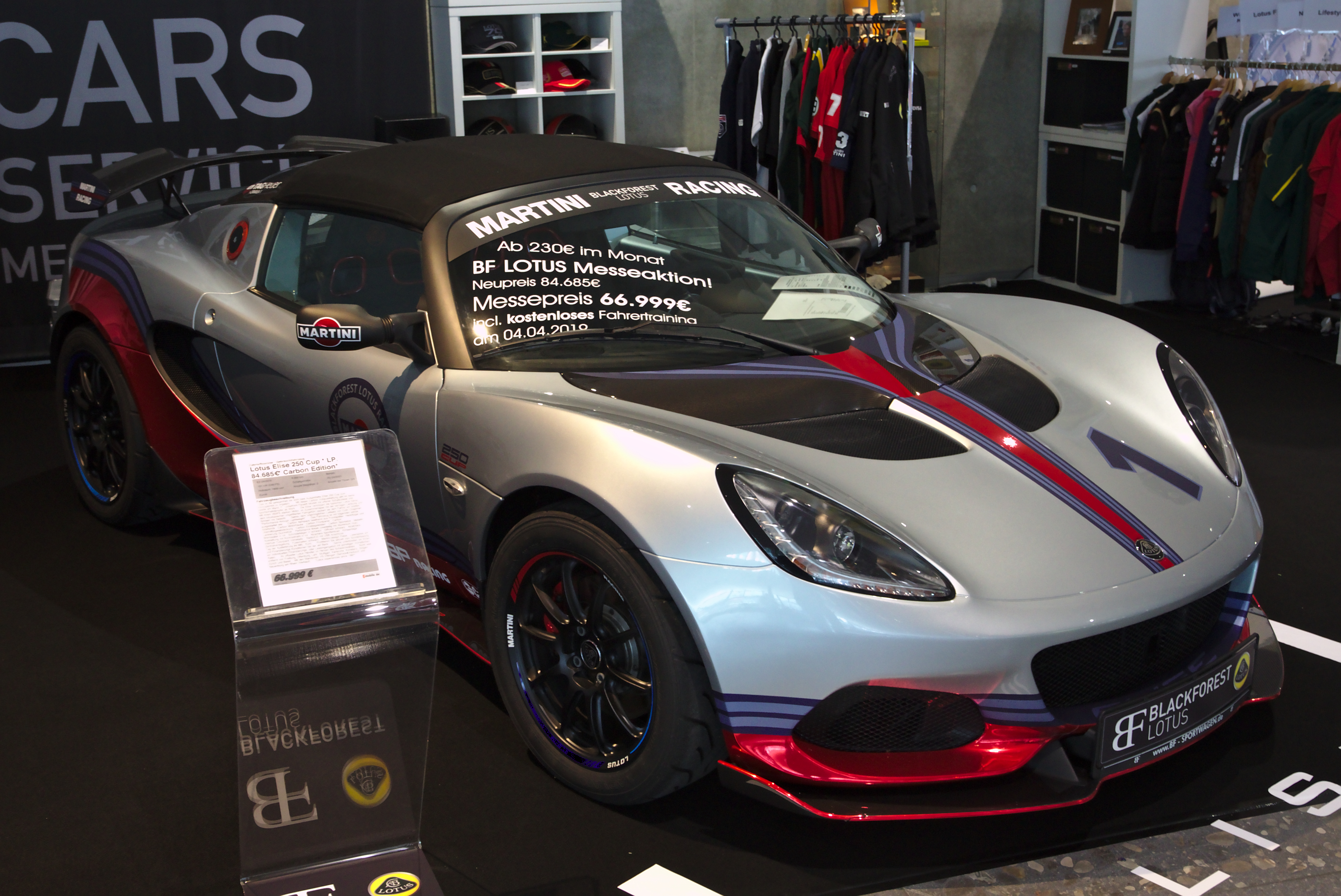
250 Cup LP en Retro Classics de 2019.

Este modelo es el deportivo con motor de cuatro cilindros más rápido y deportivo de su historia. Y como no podía ser de otra forma, el peso en vacío es de 884 kg (1949 lb).
El reducido peso se debe a elementos como los asientos de fibra de carbono, las llantas ligeras forjadas, la luneta trasera de policarbonato o la batería de litio y dando vida al modelo encontramos un 1.8 litros sobrealimentado por compresor de 246 CV (243 HP; 181 kW) a las 7200 rpm y 250 N·m (184 lb·pie) entre 3500 y 5500 vueltas. El resultado de todo esto es un 0 a 100 km/h (62 mph) en 4,3 segundos y 248 km/h (154 mph) de velocidad punta, con un consumo medio de combustible de 10,1 L/100 km (9,9 km/L; 23,3 mpgAm), según homologación europea.
El bloque de cuatro cilindros, montado en posición central, se combina con una caja de cambios manual de seis velocidades que envía la fuerza del motor exclusivamente al tren trasero y bajo la carrocería del modelo hay una suspensión de doble triángulo con amortiguadores Bilstein y muelles Eibach -más duros que en el Elise Sport-, barra estabilizadora delantera ajustable o un equipo de frenos con pinzas AP Racing delante y Brembo detrás y discos ventilados de 288 mm (11,3 pulgadas). Las llantas de 16 y 17 pulgadas (406,4 y 431,8 mm) montan gomas Yokohama Advan A048 LTS en dimensiones 195/50 ZR16 delante y 225/45 ZR17 detrás.
Incorpora de serie un kit aerodinámico (alerón, difusor, splitter, etc.) que consigue una carga de 125 kg (276 lb) a 225 km/h (140 mph), una barra antivuelco, tres modos de ESP (Drive, Sport y Off) y un sistema de escape afinado acústicamente, con opción de escape de titanio. De hecho, con todas las opciones de aligeramiento (techo de carbono, cubierta de motor de carbono, kit exterior de piezas ligeras, etc.), el peso se rebaja a solamente 860 kg (1896 lb).

### Equipamiento

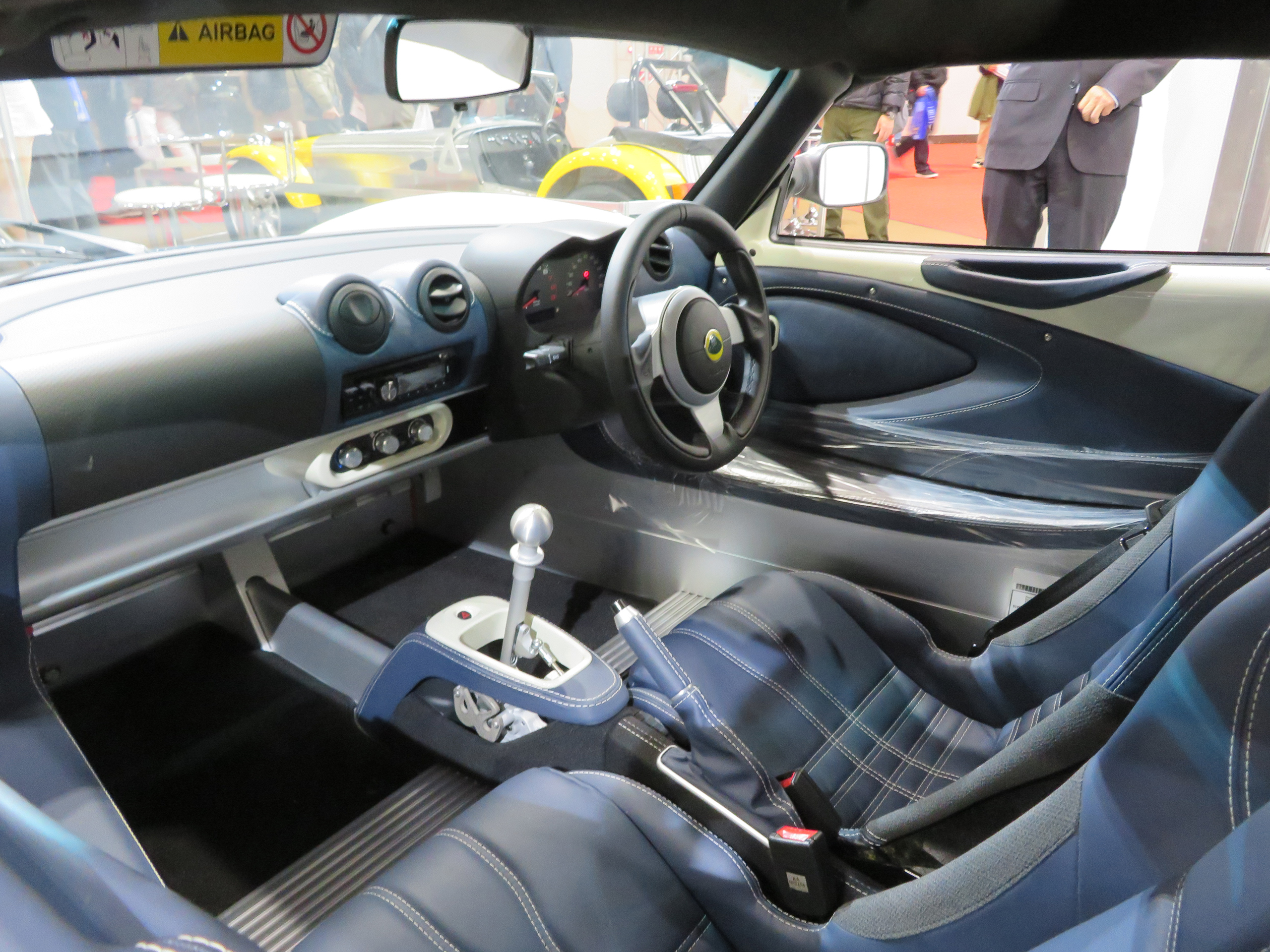
Habitáculo interior en el Salón del automóvil de Osaka de 2019.

En el habitáculo destacan los citados asientos con estructura ligera, tapicería de alcantara de color negro con costuras en contraste en rojo o amarillo, arranque por botón, e inserciones de aluminio y fibra de carbono, por ejemplo, además de sistema multimedia con conectividad Bluetooth y para iPod. Entre las opciones para el interior se ofrecen revestimientos en cuero o alcántara para elementos como el volante, molduras adicionales de fibra de carbono, etc.
El sistema de frenos está compuesto por discos ventilados de 288 mm (11,3 pulgadas) de diámetro en ambos ejes. En el eje delantero tiene pinzas AP Racing y el eje posterior son Brembo. Tiene ABS de serie en todas las versiones. Un KTM X-Bow, también homologado para circular por carretera, no tiene ABS.
Las llantas son de diseño nuevo. Opcionalmente habrá disponibles unas de aluminio forjado con un peso más reducido de 2,14 kg (4,72 lb) menos entre las cuatro que las de serie. Independientemente del tipo de llanta, pueden estar pintadas de color plata o negro.
Por primera vez la gama estará disponible con programador de velocidad de serie. Además hay un indicador situado en el cuadro de instrumentos que muestra al conductor cuando el motor se aproxima a su régimen máximo de revoluciones.
Tiene de serie airbags frontales para conductor y acompañante y cinturones de seguridad con pretensores.
El modelo 2010 es una actualización del que todavía se comercializaba, que a su vez es básicamente el mismo coche que Lotus lanzó en 2001. El primer Elise salió al mercado en 1995.

### Especificaciones
A continuación, los demás datos técnicos:
| Modelos                         | Base | R | S CR / 220 Cup | Cup 250 |                                                                                                 |
| ------------------------------- | --- | --- | --- | --- | ----------------------------------------------------------------------------------------------- |
| Alimentación                    | Inyección indirecta secuencial. | Inyección indirecta secuencial. | Inyección indirecta secuencial, admisión variable con sobrealimentador Magnuson R900 Eaton TVS.                                               | Inyección indirecta secuencial, admisión variable con sobrealimentador Magnuson R900 Eaton TVS.                                               | Inyección indirecta secuencial, admisión variable con sobrealimentador Magnuson R900 Eaton TVS. |
| Cilindrada                      | 1598 cm³ (1,6 L; 97,5 plg³) | 1796 cm³ (1,8 L; 109,6 plg³) | 1798 cm³ (1,8 L; 109,7 plg³) | 1798 cm³ (1,8 L; 109,7 plg³) |                                                                                                 |
| Diámetro x carrera              | 80,5 x 78,5 mm (3,17 x 3,09 plg) | 82 x 85 mm (3,23 x 3,35 plg) | 80,5 x 88,3 mm (3,17 x 3,48 plg) | 80,5 x 88,3 mm (3,17 x 3,48 plg) |                                                                                                 |
| Potencia máxima                 | 136 CV (134 HP; 100 kW) @ 6800 rpm | 192 CV (189 HP; 141 kW) @ 7800 rpm | 220 CV (217 HP; 162 kW) @ 6800 rpm | 246 CV (243 HP; 181 kW) @ 7200 rpm |                                                                                                 |
| Par máximo                      | 160 N·m (118 lb·pie) @ 4400 rpm | 181 N·m (133 lb·pie) @ 6800 rpm | 250 N·m (184 lb·pie) @ 4600 rpm | 250 N·m (184 lb·pie) @ 5500 rpm |                                                                                                 |
| Aceleración 0-100 km/h (62 mph) | 6,5 segundos. | 5,3 segundos. | 4,6 segundos. | 4,3 segundos. |                                                                                                 |
| Velocidad máxima                | 204 km/h (127 mph) | 222 km/h (138 mph) | 234 km/h (145 mph) | 248 km/h (154 mph) |                                                                                                 |
| Consumo                         | 5 L/100 km (20,0 km/L; 47,1 mpgAm) (extraurbano) 8,3 L/100 km (12,0 km/L; 28,3 mpgAm) (urbano) 6,3 L/100 km (15,9 km/L; 37,3 mpgAm) (medio) | 6,2 L/100 km (16,1 km/L; 37,9 mpgAm) (extraurbano) 11,6 L/100 km (8,6 km/L; 20,3 mpgAm) (urbano) 8,2 L/100 km (12,2 km/L; 28,7 mpgAm) (medio) | 5,9 L/100 km (16,9 km/L; 39,9 mpgAm) (extraurbano) 10,3 L/100 km (9,7 km/L; 22,8 mpgAm) (urbano) 7,5 L/100 km (13,3 km/L; 31,4 mpgAm) (medio) | 6,9 L/100 km (14,5 km/L; 34,1 mpgAm) (extraurbano) 11,7 L/100 km (8,5 km/L; 20,1 mpgAm) (urbano) 7,8 L/100 km (12,8 km/L; 30,2 mpgAm) (medio) |                                                                                                 |
| Emisiones de CO2                | 149 g (5,3 onzas)/km | 196 g (6,9 onzas)/km | 175 g (6,2 onzas)/km | 177 g (6,2 onzas)/km |                                                                                                 |
| Peso                            | 876 kg (1931 lb) | 860 kg (1896 lb) | 924 kg (2037 lb) | 899 kg (1982 lb) |                                                                                                 |

## En la cultura popular
Ha aparecido en algunas series de franquicias de videojuegos de carreras, tales como: Asphalt, Need for Speed, Forza, Gran Turismo, entre otros.